# Bioscience Reports
Bioscience Reports is een internationaal, aan collegiale toetsing onderworpen wetenschappelijk tijdschrift op het gebied van de celbiologie. De naam wordt in literatuurverwijzingen meestal afgekort tot Biosci. Rep. Het wordt uitgegeven door Springer Science+Business Media namens de Britse Biochemical Society en verschijnt tweemaandelijks.